# 佐藤海里
佐藤 海里（さとう かいり、2000年〈平成12年〉8月5日 - ）は、日本のアイドルであり、女性アイドルグループNGT48のメンバーである。
新潟県出身。株式会社Flora所属。

## 略歴

### 2018年
- 1月21日、第3回 AKB48グループ ドラフト会議の、NGT48チームNIIIの第2巡目で指名。

### 2020年
- 12月25日、NGT48正規メンバーへの昇格発表。

### 2022年
- 9月26日、えちごトキめき鉄道スペシャルアンバサダーに就任。「NGT48 佐藤海里と三村妃乃のトキめきチャンネル【公式】」の開設も発表された[2]。
- 12月25日、TikTokの個人アカウント開設。

### 2023年
- 7月21日、旅と鉄道で連載インタビューが掲載される。
- 8月31日、電子書籍限定版の表紙を務めたBUBKA（ブブカ）2023年10月号が発売。
- 9月6日、映画「ホラーちゃんねる 心霊スポット」に出演決定が発表された[3]。
- 10月30日、RealSoundで藤崎未夢と受けたインタビューが公開された[4]。
- 10月31日、藤崎未夢とのペア水着グラビアが掲載されたPlatinum FLASH Vol.24が発売。
- 12月8日、秋葉原で開催された「ふるさと映画祭」に舞台挨拶で登壇[5]。
- 12月13日、BIG ONE GIRLS増刊「BIG ONE GIRLS Graph No.7」にグラビア掲載。[6]

### 2024年
- 3月13日、Walkerplusに藤崎未夢とうけたインタビューが掲載される。[7]

## 人物
- 観光列車「海里」のニュースを見て鉄道に興味を持って鉄道好きになった。
- 家の前にいた蝉にビックリして叫び、蝉を気絶させたことがある。
- イベントでMaxとき315号の間奏中、コメントの声量が大きすぎて音が止まったと言われたが実際は機材トラブルだった。
- 755にログインできなくなっていたが、2024年3月4日に503日ぶりにログインすることができた。

## NGT48での参加曲
- 「世界の人へ」に収録
  - Soft serve - 「新潟SHOWROOM選抜」名義
  - 今日は負けでもいい - 「研究生」名義
- シャーベットピンク（センター）
  - 絶望の後で - 「NGT48 TDCコンサート選抜メンバー」名義
  - 後悔ばっかり - 「研究生」名義
- Awesome
- ポンコツな君が好きだ
- 渡り鳥たちに空は見えない
- あのさ、いや別に…
  - 僕はもう少年ではなくなった
  - 命を懸けろ!
- 一瞬の花火
  - 涙が枯れるまでそばにいる - 「1期生・ドラフト3期生・2期生・3期生」名義

## 出演
；テレビ番組
- 八千代コースター（2024年7月27日、暑い夏を満喫できるおすすめスポットコーナー 福井県芝政ワールド）